# Repče (gmina Trebnje)
Repče – wieś w Słowenii, w gminie Trebnje. W 2018 roku liczyła 93 mieszkańców.